# Updated2012
Updated2012 — студийный альбом Фёдора Чистякова и группы F4Band, выпущенный в 2011 году.

## Список композиций
| №   | Название                                      | Автор(ы)                                  | Длительность |
| --- | --------------------------------------------- | ----------------------------------------- | ------------ |
| 1.  | «Время летит вперёд (Молодёжная философская)» | М. Науменко                               | 3:38         |
| 2.  | «Кошка и человек»                             | Ф. Чистяков                               | 6:50         |
| 3.  | «Старый клён»                                 | муз. — А. Пахмутова, сл. — М. Матусовский | 4:13         |
| 4.  | «Кто-то любит»                                | Ф. Чистяков                               | 2:52         |
| 5.  | «Полёт на Луну»                               | Ф. Чистяков                               | 3:49         |
| 6.  | «Цвет Моей Мечты — Баллада»                   | муз. — Ф. Чистяков, сл. — А. Смирнов      | 7:04         |
| 7.  | «Улица Ленина. 20 лет спустя»                 | Ф. Чистяков                               | 5:37         |
| 8.  | «Когда проснётся Бах»                         | Ф. Чистяков                               | 7:40         |
| 9.  | «Время, вперёд!»                              | Г. Свиридов, арр. — Ф. Чистяков           | 6:57         |
| 10. | «Настоящий Ондатр»                            | Ф. Чистяков                               | 6:22         |

## Участники записи
F4Band
- Фёдор Чистяков — баян, вокал, клавишные (1,8,9)
- Алексей Смирнов — электрическая и акустическая гитары, бэк-вокал (1,8), вокал (6)
- Сергей Стародубцев — мандолина, добро
- Сергей Никифоров — бас-гитара
- Игорь Лёвкин — барабаны

Приглашённые музыканты
- Владимир «Билунский» Фёдоров — бэк-вокал (2,3,4,6)
- Пётр Струков — бэк-вокал (7)

## Критика
Павел Сурков в своей рецензии на сайте Zvuki.ru отметил, что альбом является одним из самых сильных релизов 2011 года. Альбом, по мнению критика, представляет собой «квинтэссенцию чистяковского перфекционизма, подведение итогов, фиксацию лучшего из прошедшего и закрепление настоящего, памятник и приговор самому себе».